# سه برگ، سه رنگ

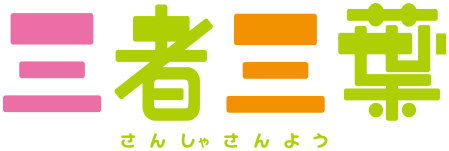
سه برگ سه رنگ

سه برگ، سه رنگ (به ژاپنی: 三者三葉 Sansha San'yō) یک مجموعه مانگا ژاپنی ساختهٔ چری آرای است که از فوریه ۲۰۰۳ در مجله مانگا تایم کیارا انتشارات هُوبونشا به چاپ می‌رسد. در آوریل ۲۰۱۶ یک مجموعه تلویزیونی انیمه ۱۲ قسمتی نیز توسط استودیو دوگا کوبو از آن اقتباس شد.